# الاوارام
الاوارام (به انگلیسی: Allavaram) یک منطقهٔ مسکونی در هند است که در آندرا پرادش واقع شده‌است.